# Цзінху
Цзінху (кит. 京胡, піньїнь: Jīnghú) — китайський струнний музичний інструмент, який використовується як акомпанемент у Пекінській опері. Інша назва — пекінська скрипка. Звучання цзінху дзвінке і чисте, яскраво вирізняється з-поміж інших інструментів оркестру.

## Історія

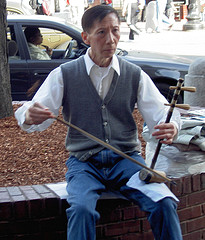
Гра на цзінху

Цзінху з'явився одночасно з Пекінською оперою, приблизно у 1785 році, в кінці правління імператора Цяньлуна династії Цін. Створений на основі старовинного струнного інструменту «хуцінь».

## Опис
Зовні цзінху не відрізняється від ерху, але має значно менші розміри. Загальна довжина інструменту — 50 см. Шийка і корпус цзінху зроблені з бамбука, діаметр деки приблизно 5 см, з одного кінця дека відкрита, а з іншого обтягнута тонкою зміїною шкірою. У верхній частині шийки розташовано два кілочка. Дві струни традиційно робилися з шовку, зараз, зазвичай — зі стали або нейлону. Для смичка використовується кінський волос.
Цзінху видає дуже гучний звук, його голос дзвінкий, пронизливий і високий. Більшість цзінху мають діапазон в дві октави. Бувають двох типів: ерхуан (тональність D або E) та сіпі (тональність E або G). Вважається «душею» оркестру, під акомпанемент якого виконують Пекінську оперу. Сольних творів для цзінху дуже мало.